# Raoul Schránil
Raoul Schránil (ur. 24 marca 1910 w Moście, zm. 20 września 1998 w Pradze) – czeski aktor filmowy, teatralny i telewizyjny.
Uczył się w Wiedniu, Pradze, na Śląsku oraz w Dijon. Zanim zaczął karierę aktorską, pracował jako urzędnik huty szkła i recepcjonista w hotelach. Od 1935 występował na różnych scenach, najpierw w Teatrze Vlasty Buriana, później m.in. w zespołach Theodora Pištěka, Ferenca Futuristy, Teatru na Vinohradach, teatrów w Czeskich Budziejowicach, Mladej Boleslavi i Ostrawie oraz w praskim Teatrze Narodowym.

## Wybrana filmografia
- 1935: Milan Rastislav Štefánik[2]
- 1937: Kobieta pod krzyżem (Žena pod křížem) – dr Karel Berkovec
- 1938: Cech panien kutnohorskich (Cech panen kutnohorských) – adiutant pana Felixa
- 1939: Krystian (Kristián) – Fred
- 1939: Szaleństwa Ewy (Eva tropí hlouposti) – dr Jiří Novotný alias Jiří Kučera
- 1940: Katakumby (Katakomby) – inż. Jiří Rudík
- 1941: Ukochany (Roztomilý člověk) – inż. Ivan Molenda
- 1943: Czternasty u stołu (Čtrnáctý u stolu) – hrabia Alexy
- 1956: Srebrny wiatr (Stříbrný vítr) – oficer Kerth
- 1958: Zadzwońcie do mojej żony (Co řekne žena?) – nerwowy mężczyzna
- 1974: Jak utopić doktora Mraczka (Jak utopit dr. Mráčka aneb Konec vodníků v Čechách) – antykwariusz
- 1976: Jutro się policzymy, kochanie (Zítra to roztočíme, drahoušku…!) – główny kelner
- 1977: Oswobodzenie Pragi (Osvobození Prahy) – amerykański generał
- 1980: Miłość między kroplami deszczu (Lásky mezi kapkami deště) – elegant
- 1982: Na przyszłość będziemy sprytniejsi, stary (Příště budeme chytřejší, staroušku!) – dandys
- 1988: Anioł uwodzi diabła (Anděl svádí ďábla) – służący
- 1993: Bigbeatowe lato (Šakalí léta) – kelner